# Love Will Find a Way
«Love Will Find a Way» es el primer y único sencillo del séptimo álbum de Delirious? Kingdom of Comfort. Fue lanzado en noviembre de 2008 alcanzando la posición número 55 en la lista de sencillos del Reino Unido. Previo al lanzamiento la banda puso a disposición a través iTunes una versión en vivo tomada del álbum My Soul Sings: Live from Bogota, el cual fue grabado en Bogotá, Colombia. 

## Lista de canciones

### CD 1
1. "Love Will Find a Way" (Radio versión)
2. "Mothers of the Night"

### CD 2
1. "Love Will Find a Way" (Álbum versión)
2. "Love Will Find a Way" (Acoustic version)
3. "Love Will Find a Way" (Ardent al electro dub remix)

### DVD
1. "Love Will Find a Way" (Video)
2. "Kingdom of Comfort" (EPK)
3. "Love Will Find Away" (Álbum versión)

## Posicionamiento
| Listas           | Posición |
| ---------------- | -------- |
| UK Singles Chart | 55       |